# Бракенридж (Пенсільванія)
Бракенридж (англ. Brackenridge) — місто (англ. borough) в США, в окрузі Аллегені штату Пенсільванія. Населення — 3240 осіб (2020).

## Географія
Бракенридж розташований за координатами 40°36′29″ пн. ш. 79°44′26″ зх. д. / 40.60806° пн. ш. 79.74056° зх. д. (40.608072, -79.740428).  За даними Бюро перепису населення США в 2010 році місто мало площу 1,44 км², з яких 1,32 км² — суходіл та 0,12 км² — водойми.

## Демографія
Згідно з переписом 2010 року, у селищі мешкало 3260 осіб у 1494 домогосподарствах у складі 807 родин. Густота населення становила 2264 особи/км².  Було 1689 помешкань (1173/км²).
Расовий склад населення:
| - 93,3 % — білих - 4,3 % — чорних або афроамериканців - 0,3 % — азіатів - 0,1 % — корінних американців |

До двох чи більше рас належало 1,6 %. Частка іспаномовних становила 0,7 % від усіх жителів.
За віковим діапазоном населення розподілялося таким чином: 19,1 % — особи молодші 18 років, 62,2 % — особи у віці 18—64 років, 18,7 % — особи у віці 65 років та старші. Медіана віку мешканця становила 43,4 року. На 100 осіб жіночої статі у селищі припадало 83,9 чоловіків;  на 100 жінок у віці від 18 років та старших — 83,2 чоловіків також старших 18 років.
Середній дохід на одне домашнє господарство  становив 61 009 доларів США (медіана — 42 560), а середній дохід на одну сім'ю — 84 854 долари (медіана — 57 551). Медіана доходів становила 43 464 долари для чоловіків та 34 081 долар для жінок. За межею бідності перебувало 12,3 % осіб, у тому числі 13,0 % дітей у віці до 18 років та 10,0 % осіб у віці 65 років та старших.
Цивільне працевлаштоване населення становило 1445 осіб. Основні галузі зайнятості: освіта, охорона здоров'я та соціальна допомога — 26,6 %, роздрібна торгівля — 12,0 %, фінанси, страхування та нерухомість — 11,8 %.